# Cor Galis
Cornelis Lubertus ("Cor") Galis (Ambt Almelo, 22 november 1910 - 20 mei 1997) was vanaf 1974 tot zijn dood 'De stem der VPRO'.
Na uiteenlopende baantjes te hebben gehad als amateurtoneelspeler, muzikant, conferencier en theaterprogrammeur, kwam Cor Galis in 1954 in dienst van de radio- en televisieomroep VPRO. Hij was daar verantwoordelijk voor de PR -alleen heette dat toen nog niet zo-, en ledenwerving. Het feit dat hij niet religieus was, was opmerkelijk aangezien de omroep in die jaren nog uitsluitend door 'vrijzinnige' predikanten werd bestuurd. Galis deed zijn werk echter zo goed, dat ze hem graag wilden houden. Toen hij echter een cabaretgezelschap voor de microfoon had laten optreden, schreef een dominee uit Leeuwarden aan het VPRO-bestuur dat hij daarmee "het klatergoud van de Westerse cultuursteppe in de provincie bracht."
Toen hij tegen zijn pensioen liep, bedacht programma-maker Peter Flik dat Cor Galis aankondigingen voor radioprogramma's kon gaan doen. Hij deed dit op zo'n onnavolgbare wijze dat al snel iedereen een typische Galis-aankondiging voorafgaand aan z'n programma wilde. Samen met Flik trad hij in 1976 (als Cornelis Interieur) op in het programma De Hoogwerkers, waarin zij per hoogwerker nietsvermoedende mensen bezochten. Door zijn vaak ongezouten opmerkingen over het beoordeelde interieur kwam hij af en toe in aanvaring met de bewoners. In één geval dreigde het tot een handgemeen te komen omdat Galis aan het interieur meende af te lezen dat de vrouw des huizes "een gat in de hand" had. In de jaren tachtig en negentig had hij een vaste bijdrage in het radioprogramma van Ischa Meijer Een uur Ischa.

## VPRO stem
Galis' stemgeluid was zo karakteristiek dat de luisteraars door een aankondiging van hem een programma onmiddellijk als 'VPRO' konden herkennen. Anders dan veel luisteraars dachten, schreef Galis zijn teksten niet zelf. Hij las de teksten die de redacties van de verschillende programma's hem voorlegden. De teksten die Ischa Meijer voor hem schreef zijn verzameld in het boek Zing, m'n jongen, zing!: de radioteksten voor Cor Galis dat in 1997 verscheen.
Cor Galis overleed op 20 mei 1997 op 86-jarige leeftijd. Om uitdrukking te geven aan het feit dat Galis en de VPRO onlosmakelijk met elkaar verbonden zijn, is in het nieuwe VPRO-gebouw dat in 1998 werd opgeleverd een steen aangebracht met de tekst 'Cor Galis forever'.